# Церква Святої Преподобної Параскеви Сербської (Хмелева)
Церква Святої Преподобної Параскеви Сербської в Хмелевій — парафія і храм Заліщицького благочиння Тернопільської єпархії Православної церкви України в селі Хмелева Чортківського району Тернопільської области.
Оголошена пам'яткою архітектури місцевого значення (охоронний номер 532).

## Історія церкви
Відомо, що церква була збудована паном у 1880 році. У 1986 році її відкрили після ремонту. Багато людей пожертвували кошти на храм.
У 2009 році за сприяння громади був збудований постамент Божої Матері.
Основні жертводавці — перший заступник голови апеляційного суду Києва Михайло Вільгушинський та греко-католицька громада.
У грудні 2009 року священник Ігор Прохира освятив каплицю Божої Матері.

## Парохи
- о. Ігор Прохира.